# Presidente del Brasile
Il Presidente del Brasile (in portoghese: Presidente do Brasil), ufficialmente Presidente della Repubblica Federale del Brasile (in portoghese: Presidente da República Federativa do Brasil), è il capo di Stato e il capo del governo del Brasile. Il presidente guida il ramo dell'esecutivo del Governo federale ed è il comandante in capo delle Forze armate.
Il sistema presidenziale è stato istituito nel 1889, dopo la proclamazione della repubblica avvenuta attraverso un colpo di Stato militare contro l'imperatore Pietro II. Da allora, il Brasile ha avuto 6 costituzioni, tre dittature e tre periodi democratici. Durante i periodi democratici, il voto è sempre stato obbligatorio. La Costituzione brasiliana, insieme a diversi emendamenti costituzionali, stabilisce i requisiti, i poteri e le responsabilità del presidente, la durata del mandato e il metodo di elezione.

## Poteri
Il Brasile garantisce poteri significativi al suo presidente, che controlla il potere esecutivo, rappresenta il Paese all'estero, nomina il gabinetto e, con l'approvazione del Senato, i giudici del Tribunale supremo federale. Il presidente è inoltre il comandante in capo delle forze armate.
I presidenti del Brasile hanno significativi poteri legislativi, esercitati proponendo leggi al Congresso nazionale del Brasile o utilizzando le Medidas Provisórias (Misure Provvisorie), uno strumento legislativo con forza di legge che il presidente può utilizzare in casi di urgente necessità, eccetto che in determinati settori del diritto (le misure provvisorie non possono essere utilizzate per modificare il diritto penale o la legge elettorale). Una misura provvisoria entra immediatamente in effetto, prima che il Congresso la voti, e resta in vigore per 60 giorni a meno che il Congresso non voti per abrogarla. Il periodo di 60 giorni può essere esteso una volta, fino a 120 giorni. Se, al contrario, il Congresso vota per approvare la misura provvisoria, questa diventa legge, con i cambiamenti decisi dal legislativo.
L'articolo 84 dell'attuale Costituzione Federale determina i poteri del presidente.